# San Marco (Castellabate)
San Marco (Sandu Marco in dialetto cilentano) è una popolosa frazione del comune di Castellabate, in provincia di Salerno. Il paese è la sede portuale comunale.

## Geografia fisica

### Territorio
Sito sulla costa tirrenica, si estende dalla SS267 (nella località Torretta) fino alla costa. Dista circa 15 km da Agropoli, 4 da Castellabate, 6 da Case del Conte, 11,5 da Agnone Cilento e 18 da Acciaroli. Il paese è molto vicino a Santa Maria di Castellabate ed a sud di esso si estende il parco di Licosa.

### Clima
La zona, data la sua posizione geografica sulla costa tirrenica, è contraddistinta da un clima mediterraneo, con estati calde, inverni miti e tante giornate di sole. Le temperature medie del mese più freddo, gennaio, vanno da una minima di 4 °C a una massima di 12 °C, mentre in luglio e agosto si passa dai 18 °C ai 29 °C. Il clima temperato è favorito anche dalla protezione dell'Appennino campano che ripara la zona dai venti freddi in inverno. Le precipitazioni, molto scarse nei mesi estivi, toccano il picco massimo in dicembre, quando piove in media un giorno ogni due.
La stazione meteorologica più vicina è quella di Casal Velino. In base alla media trentennale di riferimento 1961-1990, la temperatura media del mese più freddo, gennaio, si attesta a +8,7 °C; quella del mese più caldo, agosto, è di +25,7 °C.
| SAN MARCO DI CASTELLABATE | Mesi | Mesi | Mesi | Mesi | Mesi | Mesi | Mesi | Mesi | Mesi | Mesi | Mesi | Mesi | Stagioni | Stagioni | Stagioni | Stagioni | Anno |
| SAN MARCO DI CASTELLABATE | Gen  | Feb  | Mar  | Apr  | Mag  | Giu  | Lug  | Ago  | Set  | Ott  | Nov  | Dic  | Inv      | Pri      | Est      | Aut      | Anno |
| ------------------------- | ---- | ---- | ---- | ---- | ---- | ---- | ---- | ---- | ---- | ---- | ---- | ---- | -------- | -------- | -------- | -------- | ---- |
| T. max. media (°C)        | 11,9 | 12,6 | 15,3 | 18,6 | 22,9 | 27,0 | 30,2 | 30,7 | 27,0 | 22,3 | 16,8 | 13,7 | 12,7     | 18,9     | 29,3     | 22,0     | 20,8 |
| T. min. media (°C)        | 5,6  | 5,9  | 7,8  | 10,5 | 13,9 | 17,6 | 20,2 | 20,6 | 17,6 | 14,2 | 10,3 | 7,5  | 6,3      | 10,7     | 19,5     | 14,0     | 12,6 |

- Classificazione climatica: zona C, 1088 GG

## Storia
IL territorio di San Marco è stato popolato fin dal paleolitico, come testimoniano i reperti rinvenuti nei pressi della grotta marina emersa lungo la sua costa. Viene riconosciuto come la città romana tardo-imperiale di Erculia: il centro abitato con l'approdo greco-romano, la necropoli e il monastero di Santa Maria de Gulia (probabile trasposizione di Erculia), documentato fin dal 980, situato lungo la strada litorale che collegava Paestum a Elea. Nel 1168 viene identificato come il casale di "Sancti Marci", alle dipendenze della baronia del Castello dell'abate. Il borgo, originariamente sito a ridosso dell'attuale porto, è andato sviluppandosi negli ultimi decenni dei XX secolo, anche per via dell'incremento della presenza turistica, inglobando anche la località più interna della "Torretta".

## Monumenti e luoghi d'interesse

### Architetture civili

#### Palazzo De Angelis

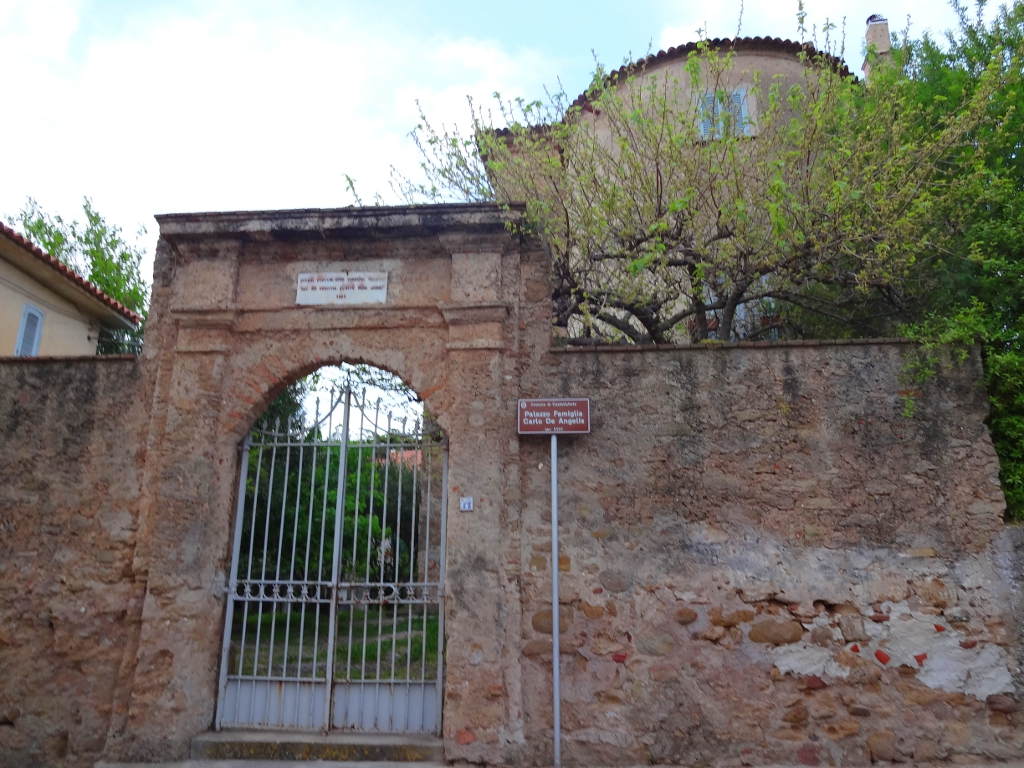
Il portale di Palazzo De Angelis, con l'iscrizione latina Inveni portum

Il palazzo Carlo De Angelis è un edificio nobiliare sito a San Marco. Uno degli elementi caratteristici del palazzo è l'ingresso realizzato in pietra viva cilentana, dove sul portone è posta un'epigrafe risalente al finire dell'Ottocento. Tale epigrafe recita letteralmente: Inveni portum spes et fortuna valete sat me lusistis ludite nunc alios (Trovai il porto, addio speranza, addio fortuna, abbastanza mi avete ingannato, ora ingannate altri). Pare che in origine tale epigramma, il cui autore rimane ignoto, si trattasse di un epitaffio, di un motto scritto su di una tomba. In effetti, l'intera area, dove sorge palazzo De Angelis e le costruzioni adiacenti, accoglie nei vari giardini privati una necropoli con circa 150 tombe a fossa e a cappuccina così come stimato dalla sovraintendenza ai beni storici e artistici di Salerno. Francesco De Angelis è uno degli ospiti fissi del palazzo.

#### Torretta

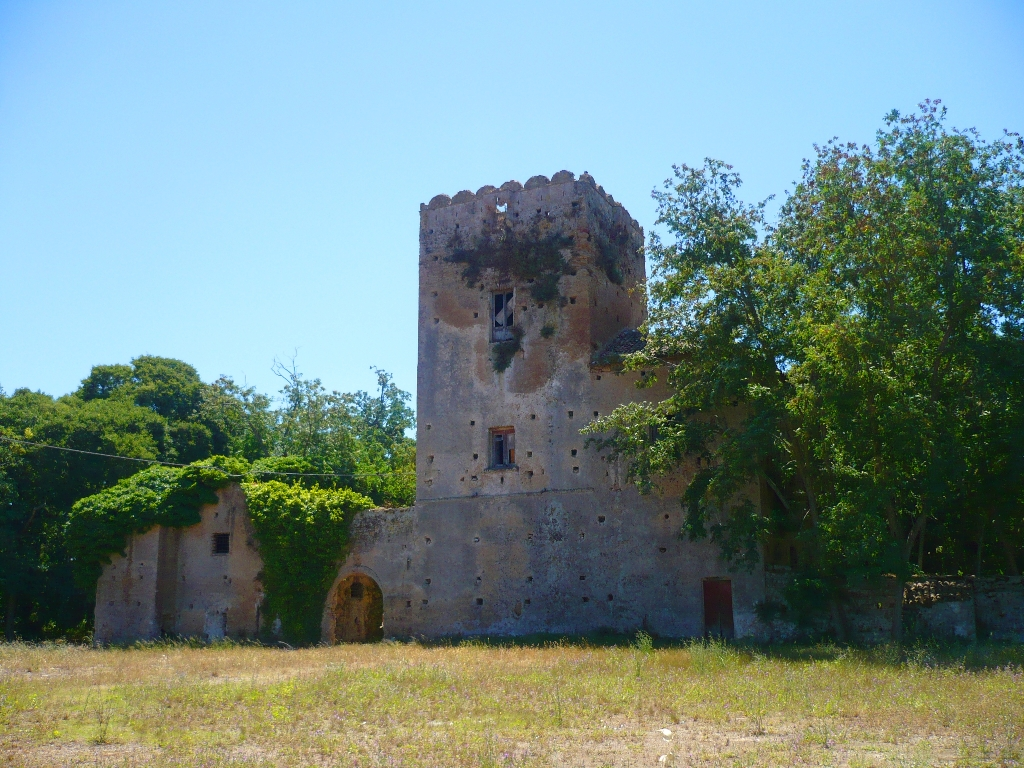
Torretta

La "Torretta", collocata nell'omonima località a ridosso della strada regionale 267, è una masseria fortificata seicentesca di proprietà della famiglia Granito. In passato era la residenza di alcuni marchesi e veniva utilizzata per la produzione di svariati prodotti agricoli, come testimoniano gli annessi depositi utilizzati per conservare le derrate alimentari coltivate. La torre inglobata nella struttura agricola aveva una funzione sia di avvistamento che di difesa da eventuali assalitori. Alla "Torretta" sono legate le leggende riguardanti lo jus primae noctis, che si diceva il marchese esercitasse nei confronti delle spose dei marinai e dei contadini locali. Si racconta che durante i lavori di restauro siano venuti alla luce i teschi di sette condannati (utilizzati come monito per quelli che osavano ribellarsi) per aver escogitato nella prima metà del 1700 un piano per uccidere il feudatario, il quale aveva preteso il diritto della prima notte con una giovane fanciulla di nome Teresa, futura moglie del contadino Cipullo.
La Torretta è stata la location di una delle scene del film Benvenuti al Sud.

### Siti archeologici

#### Approdo greco-romano

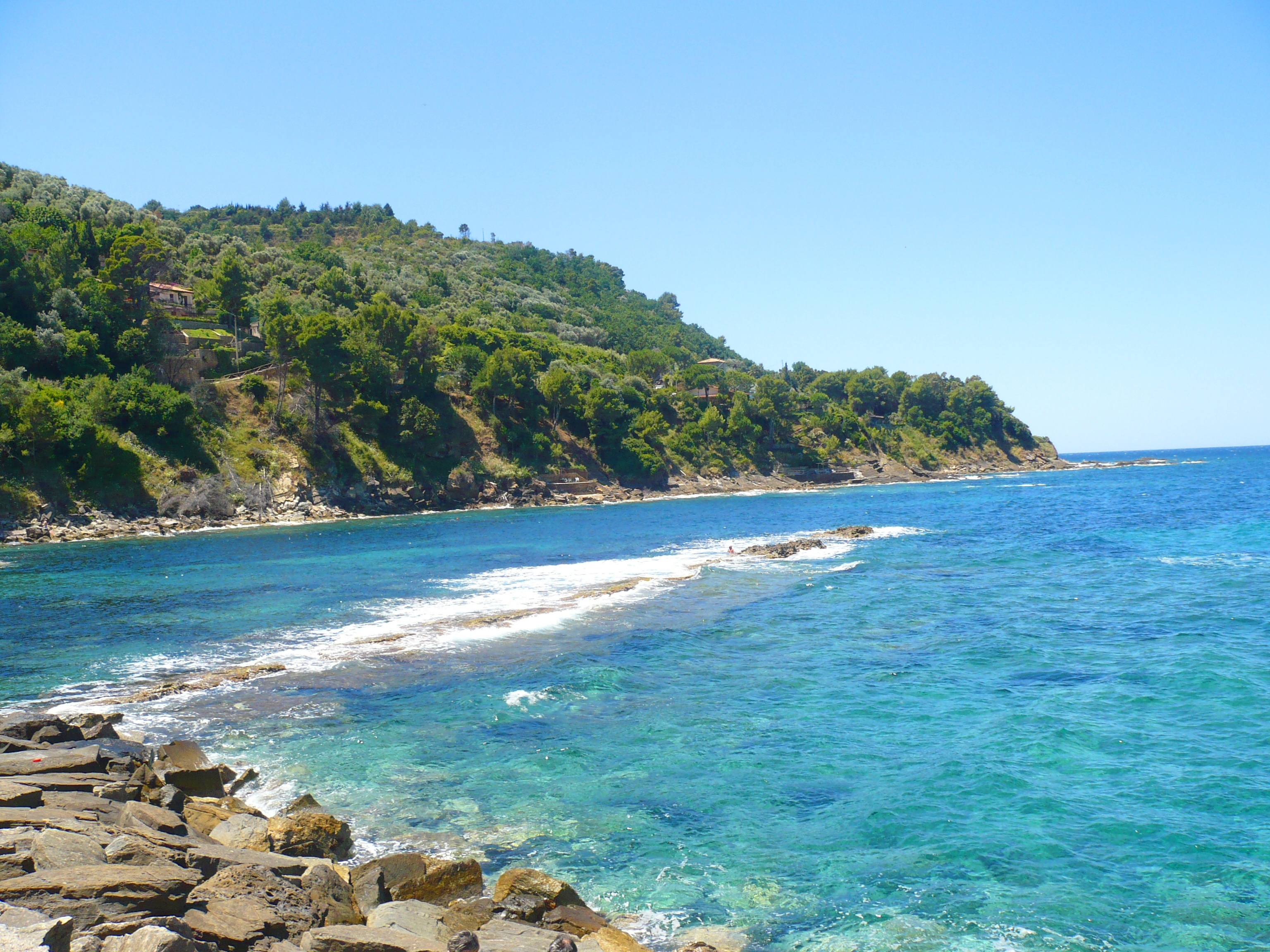
Porto greco-romano

I resti di un approdo greco-romano affiorano dalle acque di San Marco in prossimità della struttura portuale moderna costruita nel 1954. Il primo nucleo abitativo del paese si è costituito proprio intorno a questa struttura. Il porto di San Marco, identificata con l'antica città romana di Erculia o Ercolam, veniva considerato il principale scalo di approvvigionamento per le imbarcazioni dirette al porto di Miseno nonché base militare o sito di appoggio per la flotta imperiale. Ad avvalorare ulteriormente questa ipotesi è il ritrovamento nelle acque antistanti il porto di San Marco negli anni 60 di alcune ancore di piombo (risalenti tra il I e il II secolo d.C.) contraddistinte dalla scritta ter. Questa dicitura sta a indicare la tipologia di imbarcazione a cui le ancore erano destinate: le triremi.

#### Necropoli

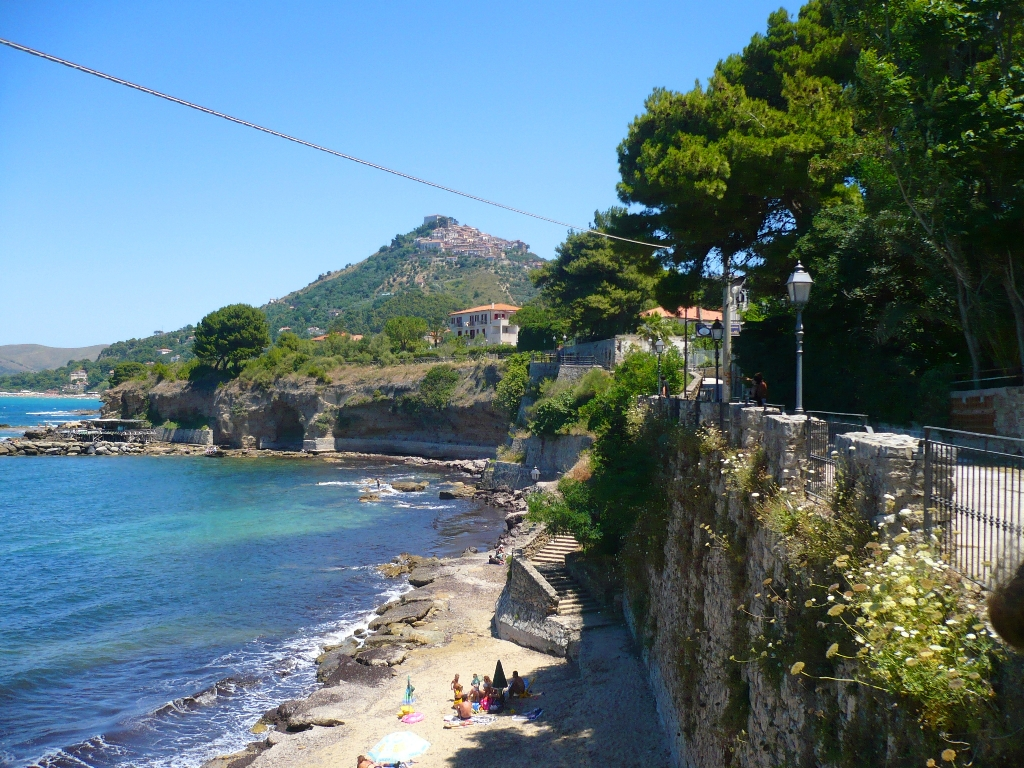
La zona della necropoli

San Marco è sede di una necropoli situata nei pressi della passeggiata che dal porto moderno conduce al Pozzillo. La necropoli raggiunge i 7000 metri quadrati e le sue 151 tombe si trovano quasi esclusivamente all'interno di suoli privati. I pochi resti di quelle che spuntano dal suolo comunale sono state in parte cementificate per la realizzazione della passeggiata panoramica. L'antico cimitero, oltre alla gente del luogo, ospitava soprattutto i veterani della classe Misenis, che trovavano la morte durante i frequenti naufragi dovuti alle numerose burrasche che flagellavano la costa. La tumulazione avveniva in fosse poco profonde su un promontorio di arenaria con tutto il loro corredo funebre in parte recuperato. Durante gli scavi eseguiti nel 1983 fu ritrovata nella necropoli un'epigrafe funeraria, dedicata alla giovane figlia scomparsa e conservata nel museo archeologico di Pontecagnano, che ha permesso di risalire al nome di un triarca, Antonius Priscus, comandante di una delle centinaia di triremi ancorate nel porto di Miseno. Sul posto sono state rinvenute inoltre diverse monete, monili e antichi cocci di vasellame, brocchetti, spilloni, lucerne, amuleti e vari oggetti magici contro il malocchio, come un campanello di bronzo che aveva lo scopo di scacciare gli spiriti maligni.

### Aree naturali

#### La costa e i sentieri naturali

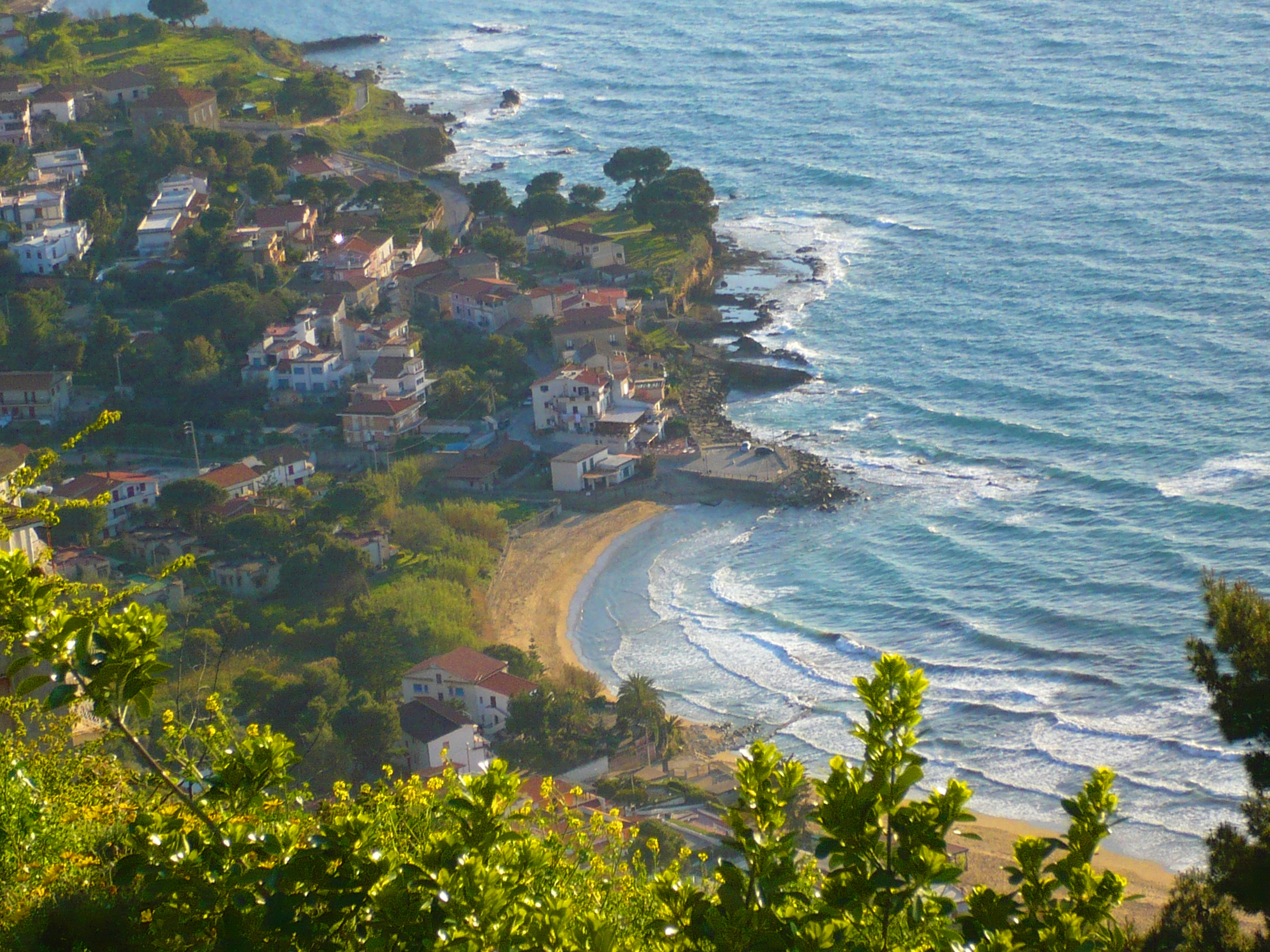
Cala della spiaggia Pozzillo

San Marco è una frazione di Castellabate che si estende lungo il mare con una costa variegata e frastagliata (che rientra nell'area marina protetta Santa Maria di Castellabate dove si alternano marine di scogli, alti dirupi, calette naturali e spiagge. Le spiagge sabbiose presenti sono: quella "del Pozzillo", condivisa con Santa Maria e quella "della Grotta", che prende il nome dalla grotta naturale emersa dove sono stati ritrovati alcuni reperti paleolitici. La frazione rientra interamente nel perimetro del parco nazionale del Cilento, Vallo di Diano e Alburni, e comprende vari sentieri naturali, attrezzati anche come percorsi botanici. I percorsi principali sono quelli tra "Ogliastro Marina e il Pozzillo" (8,6 km), "San Marco e Licosa" (4,4 km) e quelli del bosco del Castelsandra.

### Architetture religiose

#### Antica cappella

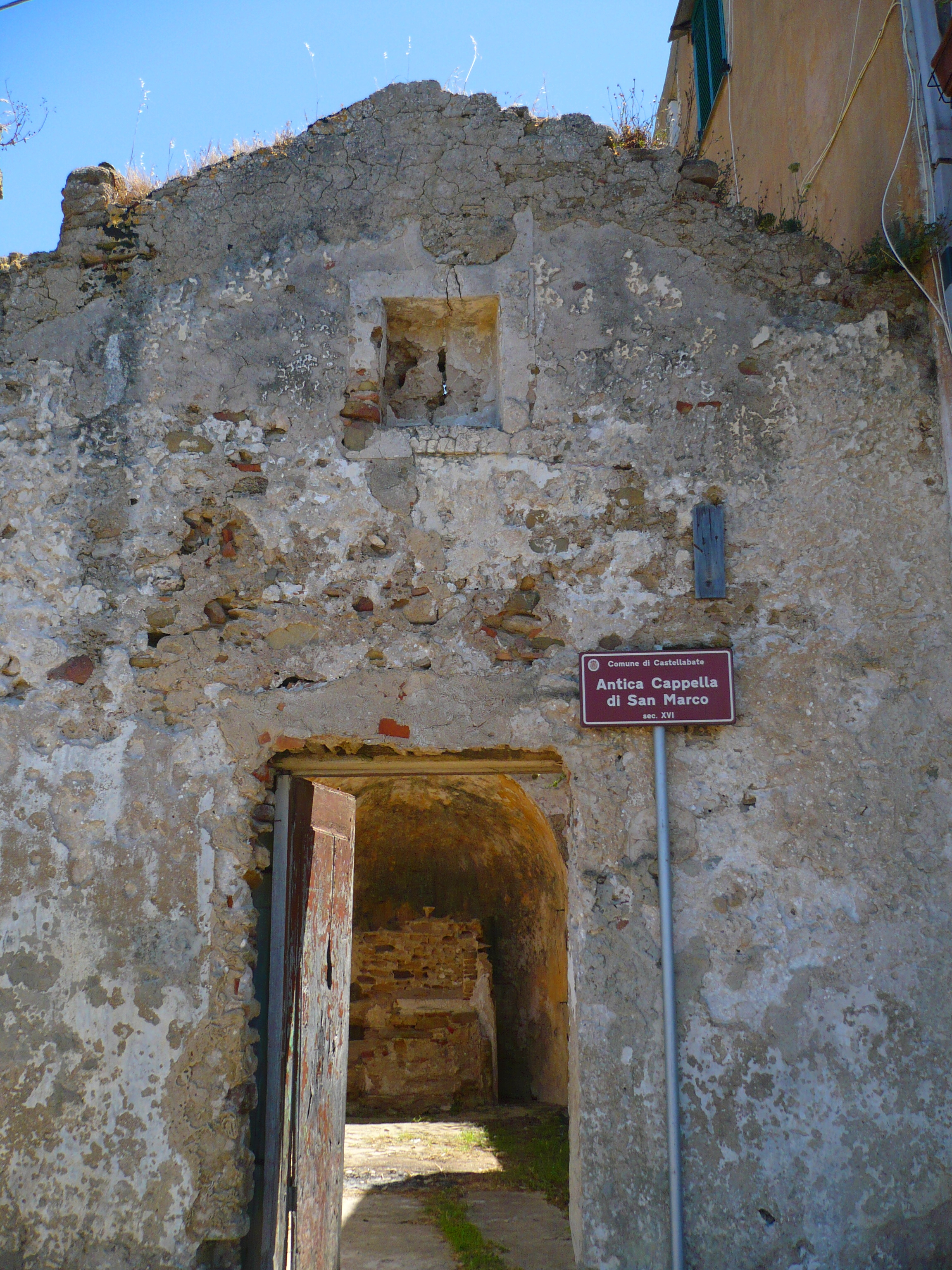
Cappella prima della completa restaurazione del 2012

L'antica cappella di San Marco di Castellabate risale al XVI secolo, è situata nei pressi del porto, rivolta verso il mare. Era venerata dai pescatori, prima che nel 1911 si intraprese il progetto di costruire una nuova chiesa. Anticamente la cappella era di proprietà della nobile famiglia del posto De Angelis. Durante la seconda metà del XX secolo un membro della famiglia De Angelis, per grazia ricevuta, donò alla curia la cappella. Dopo la costruzione della nuova chiesa la cappella è stata abbandonata e nel corso dell'ultimo secolo le antiche mura in tufo e il soffitto hanno ceduto. Il 20 aprile 2012 sono iniziati i lavori di ristrutturazione. Domenica 14 ottobre 2012 la cappella è stata aperta ufficialmente e benedetta in presenza dell'abate di Cava de'Tirreni.

#### Chiesa di San Marco Evangelista

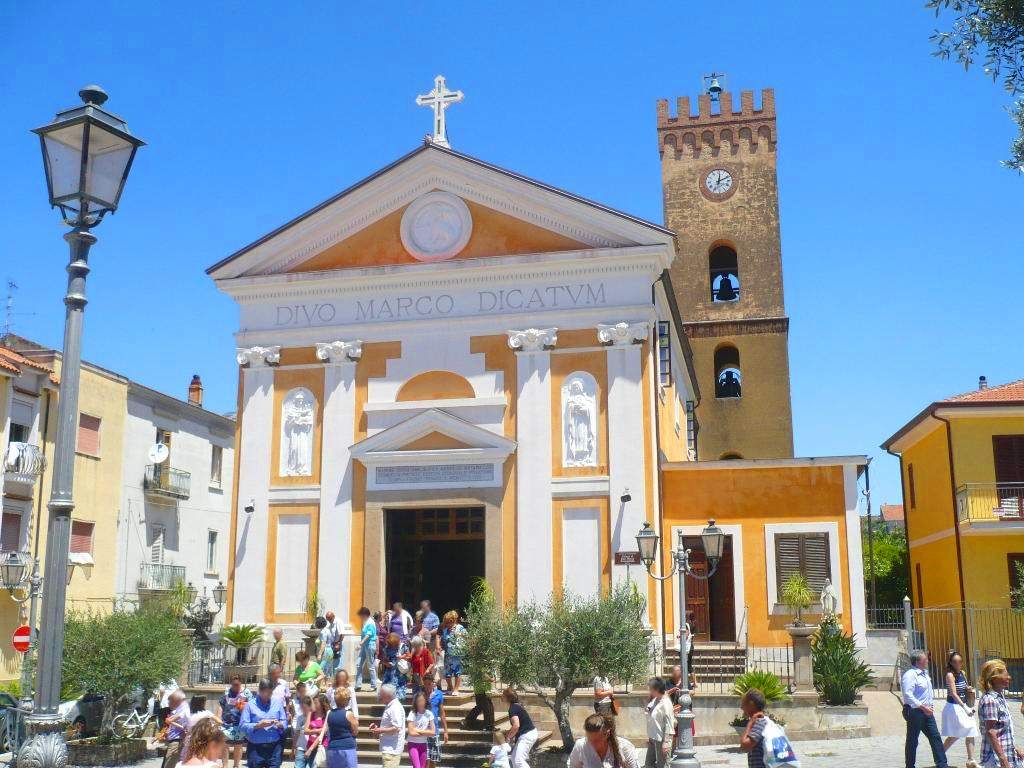
Chiesa di San Marco Evangelista

La chiesa di San Marco Evangelista, costruita nel 1915, è collocata in piazza "Giuseppe Comunale". La facciata reca la scritta Divo Marco Dicatum e il leone con il Vangelo (simbolo di San Marco Evangelista) al centro, il bassorilievo di Sant'Antonio da Padova a sinistra e quello di Santa Teresa a destra. Su ogni capitello delle colonne vi è raffigurato un angelo. Svetta sulla chiesa un campanile a tre piani con base quadrata di stile romanico con orologio;

## Società

### Dialetto
Il dialetto che parlano gli abitanti di San Marco è il cilentano, ma con alcune varianti e peculiarità che lo differenziano da quello dei paesi limitrofi (uso della "e" al posto della "i" per una serie di vocaboli e per l'articolo determinativo "u" invece di "lu"). È molto simile al dialetto cilentano meridionale specie per quanto riguarda la pronuncia chiara e distinta delle vocali finali (a differenza degli altri dialetti campani che le indeboliscono), la doppia "l" che diventa doppia "d" e l'uso del doppio congiuntivo ("si u sapia, tu dicia", in italiano "se lo sapessi, te lo direi").

### Religione
San Marco affonda le sue radici storiche nella cultura cristiana, essendo stata amministrata per diversi secoli dai benedettini della Badia di Cava. La maggioranza della popolazione locale è di religione cristiana (Chiesa cattolica). Nella frazione è molto diffusa la venerazione per il santo patrono San Marco Evangelista. È la sede della parrocchia di San Marco Evangelista, che appartiene alla diocesi di Vallo della Lucania.

## Cultura

### Scuole
Hanno sede a San Marco:
- una scuola dell'infanzia;
- una scuola primarie;
- una scuola medie inferiori;
- una scuola superiore pubblica (Istituto professionale industria e artigianato Manlio De Vivo)
- quattro scuole superiori private (istituto professionale per i servizi sociali, liceo scientifico, istituto tecnico commerciale e istituto professionale alberghiero) della Fondazione Passarelli[10].

### Media

#### Programmi televisivi
- Mare latino: l'edizione 2009 del programma di Raiuno condotto da Massimo Giletti e Miriam Leone è stata trasmessa dal porto di San Marco. Gli ospiti della serata (Patty Pravo, Lola Ponce, Giò Di Tonno) sono stati chiamati a condividere le esperienze e i racconti legati a questa terra[11].

### Teatro
Dal 1994, con l'inaugurazione della compagnia di balletto classico KIROV di San Pietroburgo, fino al 2012 si è tenuta presso La Torretta di proprietà del principe Granito Pignatelli di Belmonte una manifestazione di prosa musica, danza denominata "CILENTOESTATE FESTIVAL-DESTINAZIONE CILENTO" e per un periodo più limitato, la "Mostra del cinema restaurato" che ebbero un grande riscontro di pubblico grazie alle grandi compagnie di teatro nazionali sia di danza che di prosa e di concerti che nel tempo vi si sono esibite. Oggi la manifestazione si è spostata ed è diventata itinerante. Attualmente essa è ancora diretta dal suo fondatore Girolamo Marzano.
- Associazione culturale ActorSud[12]

### Cinema
Sono state girate a San Marco le riprese di quattro film:
- Cavalli si nasce (1989), di Sergio Staino, girato presso la "Torretta"[13].
- Benvenuti al Sud (2010), di Luca Miniero. La pellicola ha avuto come location la "Torretta", il porto di San Marco, via Carlo De Angelis e la salita di San Cosimo[13].
- 11 metri (2011), di Francesco Del Grosso, film documentario sulla vita di Agostino Di Bartolomei[14].
- Il pesce pettine (2013), di Maria Pia Cerulo[15].

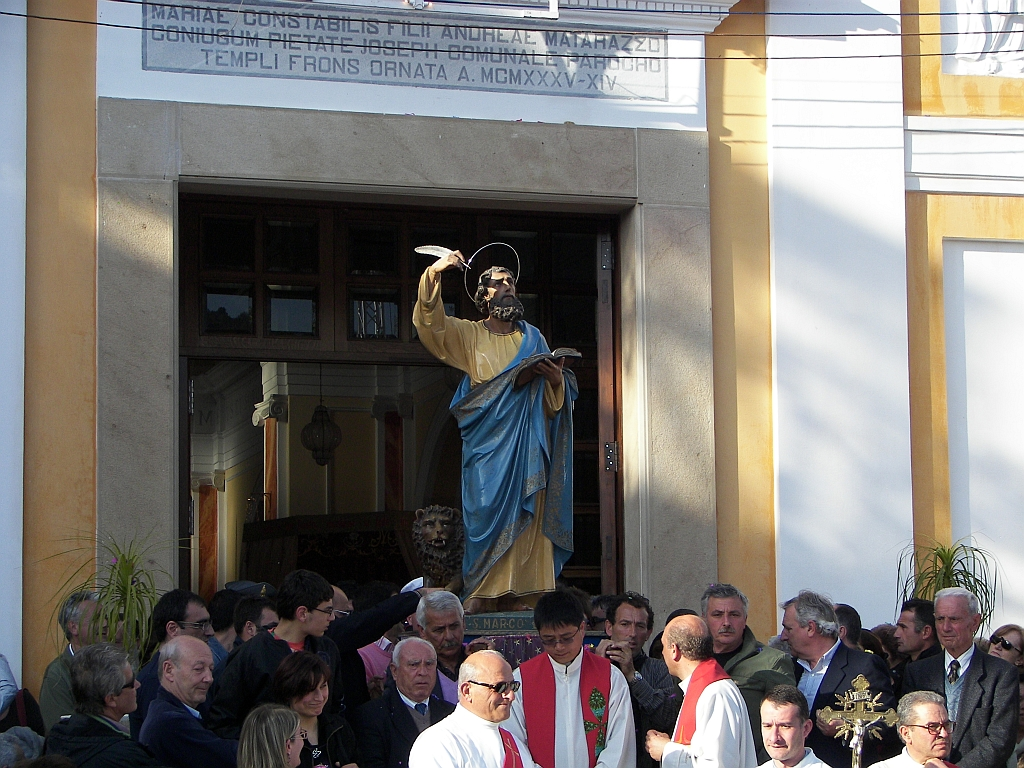
Processione di San Marco

### Musica

#### DOC Rock
I DOC Rock sono un gruppo musicale che il 14 novembre 1996 ha partecipato con la canzone Che c'è di rock a Sanremo Giovani 1996 conquistando il terzo posto della serata, che garantiva la partecipazione al Festival di Sanremo 1997, dove la band cilentana ha gareggiato nella categoria "nuove proposte" con la canzone Secolo crudele. Il tastierista del gruppo, Bruno Manente, è originario di San Marco.

### Manifestazioni
- San Marco Evangelista (25 aprile), il santo patrono della frazione;
- Madonna della Speranza (penultima domenica di agosto).

### Associazione Culturale Vivi San Marco
Il movimento giovanile nasce nel Settembre 2014 da un gruppo di giovani di San Marco di Castellabate che hanno l'obiettivo di valorizzare il proprio territorio attraverso la realizzazione di eventi e manifestazioni durante l'intero arco dell'anno.
Nel corso degli anni l'associazione ha realizzato numerose manifestazioni pubbliche facendo crescere notevolmente la frazione di San Marco valorizzando le tradizioni della propria terra, la musica, lo sport e tanto altro ancora alimentando negli anni, attorno al movimento, un forte senso di appartenenza da parte dell'intera comunità. Tra questi spiccano gli eventi di maggior rilevanza come :
Palio Vivi San Marco - "giochi della tradizione popolare" è una manifestazione che vede la partecipazione di tutte le contrade del Comune cilentano tramite la formazione di 6 squadre composte da 15 persone. Le 6 squadre rappresentano le 6 contrade del Comune di Castellabate e sono : "San Marco (colore verde), Santa Maria (colore bianco), Castellabate capoluogo (colore rosso), Ogliastro & Licosa (colore blu), Lago (colore giallo) e Alano (colore nero)". Il Palio Vivi San Marco consiste nella sfida delle 6 contrade nei giochi della tradizione popolare (tiro alla fune, corsa con i sacchi e altri giochi antichi). La prima edizione è stata realizzata nel 2017 e si rinnova anno dopo anno come manifestazione inserita nel programma ricreativo della festa patronale di San Marco Evangelista del 25 Aprile. L'albo d'oro della manifestazione vede nel 2017 la vittoria della contrada San Marco, nel 2018 la vittoria della contrada Castellabate capoluogo, nel 2019 la vittoria della contrada San Marco, nel 2020 e 2021 la manifestazione non è stata realizzata a causa dell'emergenza covid 19, nel 2022 la vittoria della contrada Ogliastro & Licosa, nel 2023 la vittoria della contrada San Marco. L'evento dal 2019 è trasmesso in diretta radiofonica a Salerno città e dalla costiera amalfitana alla costiera cilentana grazie alla partnership siglata con Rcs75. Nel 2023 il Palio Vivi San Marco è stato premiato dal CONI per la valorizzazione delle attività sportive.
Porto in Festa è una manifestazione che ha l'obiettivo di valorizzare il "buon pescato locale" attraverso la preparazione di piatti marinari a cura dei pescatori di Castellabate. L'evento è stato riconosciuto come "unico e singolare" in quanto vede la preparazione del pescato da parte dei pescatori direttamente a bordo dei propri pescherecci. Questa manifestazione si svolge sul Porto di San Marco di Castellabate l'ultimo sabato di Luglio registrando edizione dopo edizione importanti numeri di presenze.
Festival di San Martino dal sottotitolo "musica, zeppole e vino" è un festival organizzato per più giorni a Novembre nel periodo di San Martino. L'evento si svolge nel centro storico del paese tra vicoletti e storiche abitazioni. Tra antichi sapori e vecchie tradizioni familiari, si ritorna al passato e ogni vicoletto rappresenta una storica attività di paese accompagnati da una particolare zeppola o un piatto tipico ma soprattutto dal buon vino. Perno fondamentale dell'evento è la musica, il titolo "Festival" rappresenta proprio l'abbondanza di musicisti, compagnie teatrali, artisti itineranti e altro che nelle varie serate si esibiscono il alternanza per allietare il pubblico presente.
Tombola Vivente ideata nel 2014 è uno dei primi eventi nuovi e innovativi realizzati dall'Associazione Vivi San Marco. L'evento vede lo svolgimento del classico gioco della tombola ma in versione umana infatti, ogni persona rappresenta un numero che, una volta chiamato dal banditore, ha il compito di posizionarsi sulla propria casella nel cartellone gigante predisposto dall'organizzazione. Negli anni il format è stato ripreso in più parti d'Italia ma questo nato nel 2014 a cura dell'Associazione Vivi San Marco è stato il primo del Sud Italia.
Riconoscimenti e beneficenza : Raggiunto il quinto anno di attività, l'Associazione in sinergia con il Comune di Castellabate, recupera un vecchio locale abbandonato sito nei pressi della Piazza centrale del paese. A Gennaio dello stesso anno iniziano i lavori di ristrutturazione e il 1 Maggio 2019 viene inaugurato il locale che diventerà la sede sociale dell'Associazione.
Nel corso degli anni l'Associazione Vivi San Marco si è sempre dimostrata sensibile e vicina alle tematiche sociali. Spesso parte degli introiti ricavati dalle diverse manifestazioni realizzate sono stati devoluti ad associazioni, onlus e privati che operano nel campo sociale come alla missionaria in Africa Antonina Lo Schiava (originaria di San Marco di Castellabate), l'Associazione onlus fibrosi cistica e infine negli ultimi anni l'Associazione ha contribuito ai lavori di ristrutturazione della Chiesa di San Marco Evangelista.
Premio Primula d'Oro, il format ideato dalla testata giornalistica Infocilento.it dove gli utenti del web sono liberi di votare nelle varie categorie presenti le personalità che si sono distinte durante l'anno, vede l'Associazione Vivi San Marco raggiungere il secondo posto nell'edizione del 2020 mentre il 29 Luglio 2022 viene proclamata eccellenza del comprensorio "Cilento, Vallo di Diano e Alburni" vincendo il premio Primula d'Oro 2022 nella categoria associazionismo.
10 Anni di Attività (2014 - 2024) : Nel 2024 l'associazione culturale Vivi San Marco ha raggiunto il suo decimo anno di attività. Una storia che inizia nel 2014 con la fondazione e la registrazione dello statuto associativo che con il tempo, anno dopo anno, ha visto numerosi ragazzi e ragazze inserirsi e portare avanti il progetto. L'associazione, a 10 anni dalla sua nascita, vanta più di 100 manifestazioni pubbliche organizzate e realizzate per la comunità di San Marco di Castellabate. Con il passare degli anni l'associazione ha realizzato iniziative che hanno lasciato un'impronta significativa nella storia della propria comunità come l'installazione della Ruota Panoramica sul Porto di San Marco (dal 30/04/2023 al 10/05/2023) o eventi che anno dopo anno si sono rinnovati tanto da diventare appuntamenti cardini della comunità di San Marco di Castellabate come il Palio Vivi San Marco, Porto in Festa, Beer Fest "la festa della birra artigianale", Concerto del 1 Maggio, Mini Exposizione Cilentana, Festival di San Martino e la Tombola Vivente.)
Buon compleanno Vivi San Marco "L'evento" : L'associazione Vivi San Marco, nell'anno della ricorrenza dei suoi 10 anni di attività, decide di organizzare un importante evento ricordo per la comunità di San Marco di Castellabate a coronamento dell'importante percorso iniziato nel 2014. Non con poche difficoltà e con l'aiuto di numerose aziende del territorio, il 1º Maggio 2024 durante il tradizionale concerto che ha visto nel 2024 ospiti la tribute band ufficiale dei Negramaro, viene annunciato al pubblico l'ingaggio del famoso attore Biagio Izzo per uno spettacolo gratuito organizzato il 30 Giugno 2024 a Piazza C.Passaro per celebrare il decimo compleanno del movimento giovanile.
Organigramma
- 2014 - 2015 : Presidente Serafino Roncacè.
- 2015 - 2018 : Presidente Caterina Acquaviva.
- 2018 - in carica : Presidente Antonino Spinelli.

## Geografia antropica
San Marco (Sandu Marco in cilentano) è un borgo marinaro, una delle frazioni più popolose di Castellabate, che si colloca tra Santa Maria e Licosa. Il centro di San Marco, composto da costruzioni di fine Ottocento, è localizzato a piazza Giuseppe Comunale dove è edificata la chiesa di San Marco Evangelista. È la sede del porto peschereccio-turistico moderno di Castellabate, edificato nei pressi dell'antico approdo greco-romano. Comprende la località Torretta, che rappresenta la sua zona commerciale collocata nei pressi della strada regionale 267 del Cilento.

## Economia

### Turismo
San Marco è una località turistica balneare piuttosto nota, rientra nell'area marina protetta Santa Maria di Castellabate e compresa nel parco nazionale del Cilento, Vallo di Diano e Alburni. Da alcuni anni, come alcune altre località della costiera cilentana, riceve il riconoscimento della bandiera blu per la qualità delle acque di balneazione.

## Infrastrutture e trasporti

### Strade
Il principale collegamento stradale che attraversa la frazione è la Strada regionale 267/c Innesto SP 237(Sant'Andrea)-bivio Montecorice-bivio Agnone-Innesto SP 15(Acciaroli), principale collegamento con Pollica, Casal Velino e la strada regionale 447.

### Porti

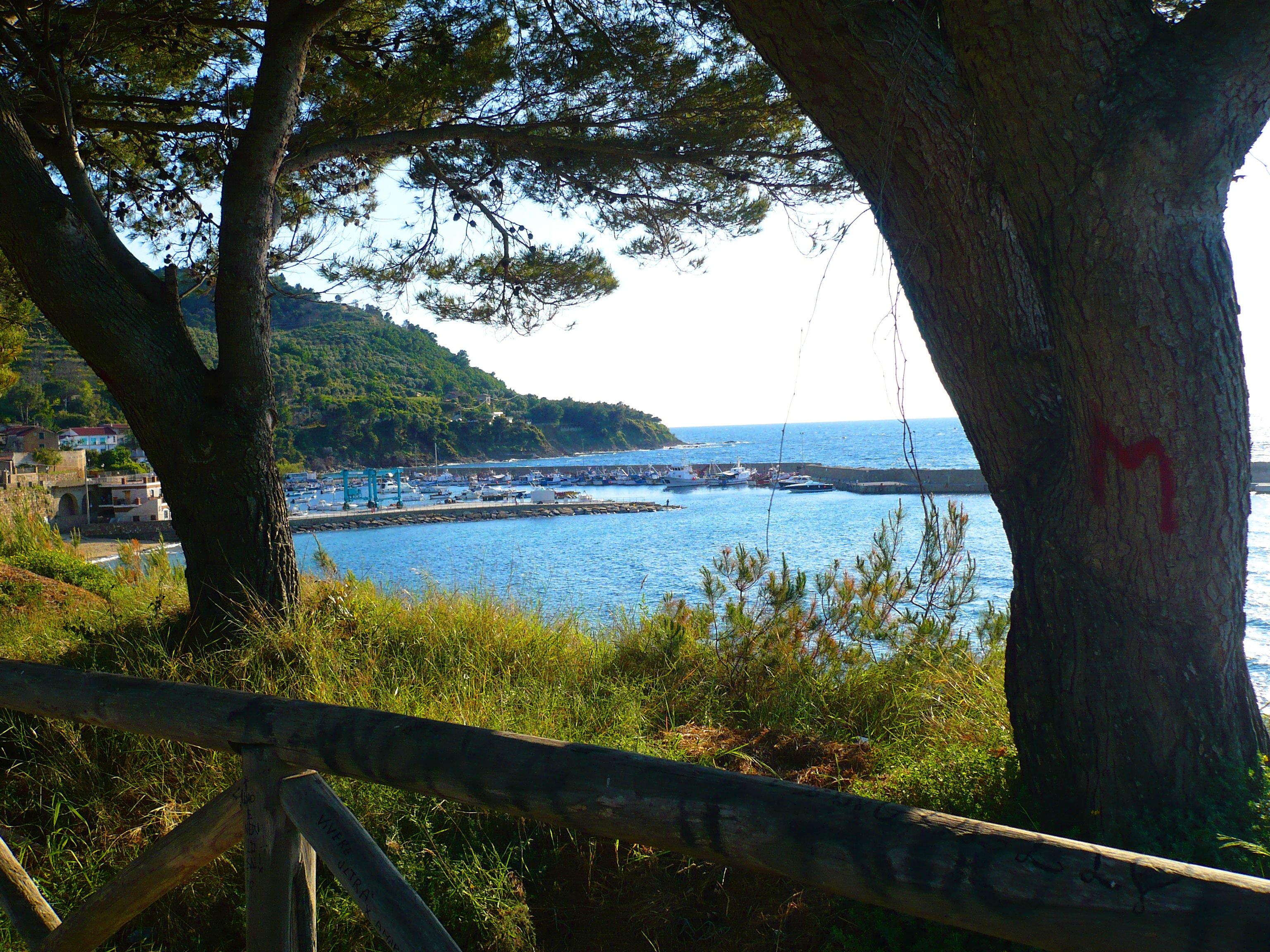
Porto di San Marco

La struttura portuale (con capitaneria dipendente dal circondario marittimo di Agropoli) è stata realizzata nel 1954 a San Marco e ospita la flotta da pesca locale e barche da diporto. Contiene circa 413 posti barca per imbarcazioni di lunghezza entro i 16 metri. I fondali oscillano tra i 2,5 e i 3 metri. Il porto, completamente banchinato sul lato interno, è riparato ad ovest da un molo di sopraflutto a tre bracci e ad est da un moletto di sottoflutto a scogliera. È uno scalo estivo del metrò del mare, che collega con partenze giornaliere Castellabate con Napoli, Capri, Positano, Amalfi, Salerno, Agropoli, Acciaroli, Casal Velino, Palinuro e Sapri.

### Mobilità urbana
I collegamenti tra le varie frazioni del comune di Castellabate sono garantiti dagli autobus della compagnia SMEC. Per i collegamenti regionali, San Marco è servita da una linea di autobus della compagnia salernitana CSTP, nella tratta Salerno-Acciaroli. Alcune di queste corse partono da Napoli nel periodo estivo e altre raggiungono anche Fisciano (sede dell'Università degli Studi di Salerno) e Vallo della Lucania.

## Sport
Il calcio è lo sport maggiormente praticato nella frazione, che è rappresentato dalla squadra dei "Leoni San Marco" (colori sociali nero-verdi), che ospita le proprie partite allo stadio comunale "Antonio Carrano" situato a Santa Maria. L'unico impianto sportivo di San Marco è il campo di calcio Manlio De Vivo (superficie di gioco in terra battuta).

## Galleria d'immagini

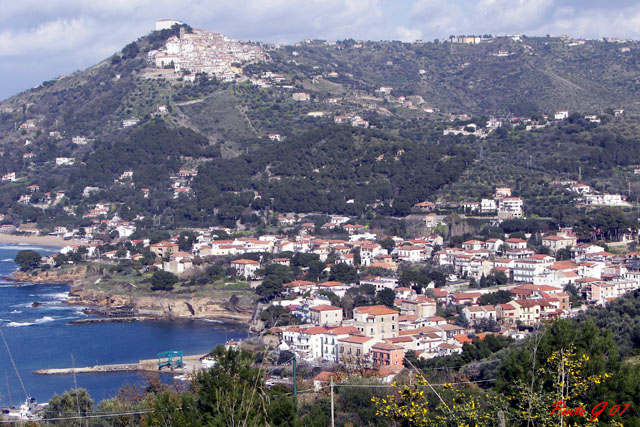
Panorama di San Marco
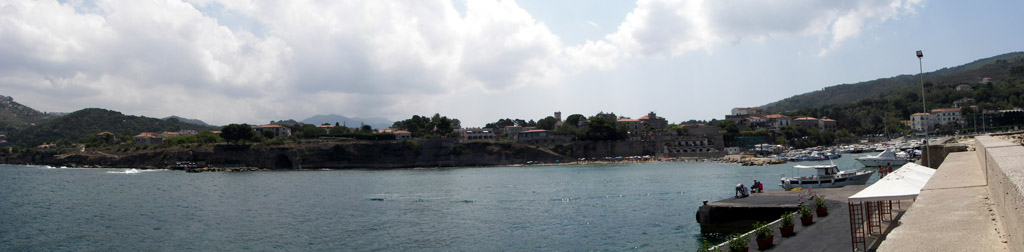
Panorama del porto
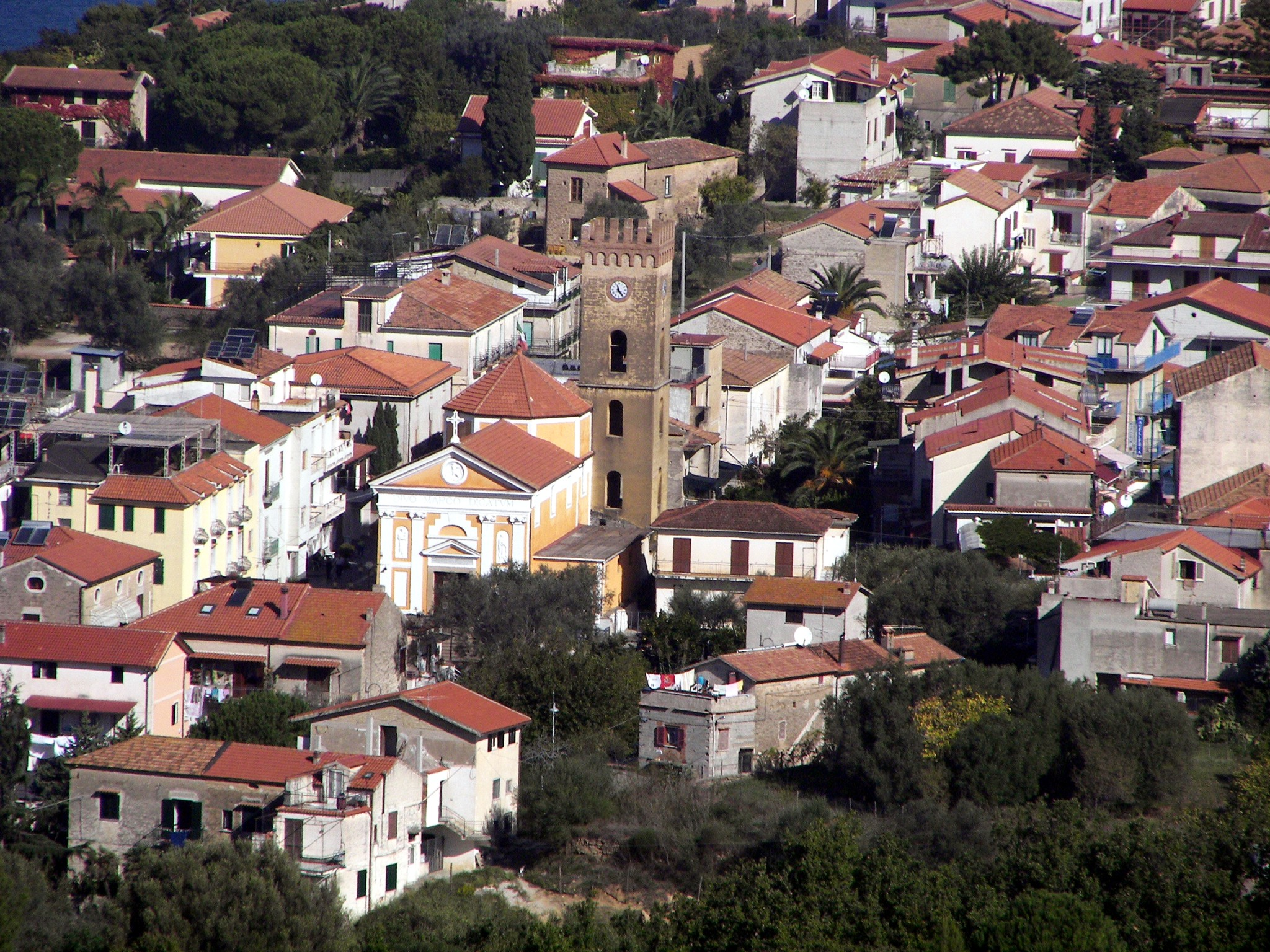
Chiesa di San Marco
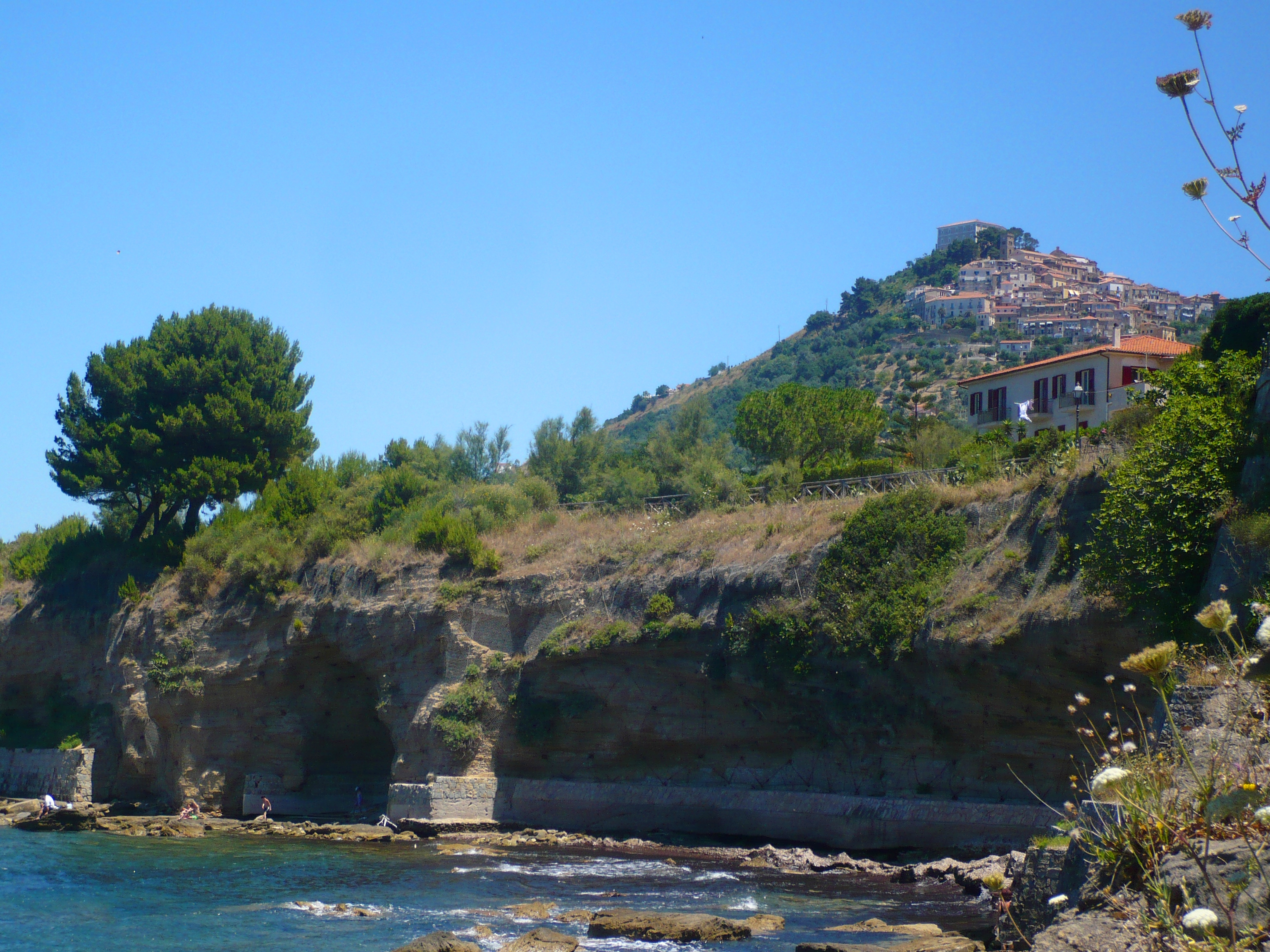
Grotta emersa